# Gheorghe Balotescu
Gheorghe Balotescu (n. 12 mai 1903 - d. 19??, Germania a fost ofițer în cadrul Serviciului Special de Informații (SSI), șef al Centrului Informativ Huși al S.S.I. și ajutor al rezidentului S.S.I. din Iași, cu  gradul de maior. În 1948, împreună cu alte patru cadre din conducerea SSI, a fost inculpat în Procesul Pogromului de la Iași, fiind condamnat (în contumacie) la „temniță grea pe viață”. (Rechizitoriul Procesului Lotului Masacrelor de la Iași, SRI Records, RG 25004M, Reel 47, Dosar 108233, vol. I, p. I.)

## Notă biografică și activitate militară
Gheorghe Balotescu s-a născut în data de 12 mai 1903, în mun. Râmnicu Vâlcea. Militar de carieră, ofițer de grăniceri, a fost transferat la începutul războiului în cadrele Serviciului Special de Informații, la recomandarea lui Vintilă Ionescu Micandru, și el ofițer de grăniceri, fratele lt.-col. Constantin Ionescu Micandru, ofițer de legătură pe lângă Abwehr în cadrul SSI.

### Activitatea în timpul celui de-al doilea război mondial
În primăvara anului 1941, maiorul Balotescu se afla la conducerea Centrului Informativ Huși al Serviciului Special de Informații, orientat spre culegerea informațiilor din Uniunea Sovietică. De asemenea, era și ajutor al rezidentului SSI din Iași, maiorul Emil Tulbure. „Avea în subordinele sale un număr de cca. 20 oameni instruiți de el, pentru scopuri și misiuni speciale în timpul războiului, care oameni erau încartiruiți la Iași în diferite case.” Potrivit unei declarații date după 1944, de colonelul Ioan Lissievici, șef al Secției I informații externe din SSI și al Eșalonului Mobil detașat pe lângă Marele Cartier General pe timpul operațiunilor din Est, maiorii Emil Tulbure și Gheorghe Balotescu, încă înainte de mobilizarea pentru războiul împotriva Uniunii Sovietice, au organizat echipe cu misiunea de a pătrunde în spatele frontului pentru informații.
Odată cu declanșarea războiului dintre Germania și Uniunea Sovetică, în 22 iunie 1941, la care a participat și armata română alături de cea germană, pe pretextul eliberării Basarabiei și nordului Bucovinei, anexate în iunie 1940 de către sovietici ca urmare a Tratatului Ribentrop-Molotov, Gheorghe Balotescu a participat la acțiunile informative și contrainformative ale SSI. În momentul în care Eșalonul Mobil al SSI a ajuns la Chișinău, a fost constituit un mic Centru de contrainformații pentru Basarabia, Balotescu fiind numit la conducerea acestuia. După forțarea Nistrului de către armatele germano-române, centrul informativ condus de Balotescu a asigurat, alături de alte servicii informative române și germane, suportul informativ în bătălia pentru cucerirea Odessei. În arhivele de la Chișinău s-au păstrat notele informative scrise olograf de către Balotescu, în care era expusă situația informativă și operativă din sectorul Odessa, obținută de Centrul înaintat Nr. 2 al SSI, aflat sub comanda sa. Activitatea susținută din această perioadă a Centrului înaintat Nr. 2, a fost apreciată de conducerea armatelor participante la operațiuni. Prin adresa nr. 16.485, datând din 25 septembrie 1941, Corpul 1 Armată român a adus la cunoștința Centralei SSI de la București că "organele Centrului SSI de sub conducerea maiorului Gheorghe Balotescu au adus reale servicii acelui comandament prin prețioasele informații date la timp util, pe întreaga perioadă cât a funcționat... în timpul operațiilor pe frontul Odessa". După cucerirea Odessei, pe data de 16 octombrie 1941, contribuția informativă a Centrului maiorului Balotescu, a fost adusă la cunoștința Centralei SSI de la București, prin adresa nr. 171 din 23 noiembrie 1941, de către Comandamentul Armatei a IV-a române, implicate în această bătălie: "detașamentul condus de maiorul Balotescu, destinat pentru operațiile din Odessa, a desfășurat o deosebită și bine îndrumată activitate, încă din primele zile ale ocupării orașului". Aceste activități au constat în: „identificarea depozitelor de tot felul, care au fost indicate pe loc comisiilor speciale de inventariere (90 depozite); rezolvarea problemei catacombelor, punând la dispoziția Comandamentului un prețios material (64 planuri și 82 guri de catacombe identificate); urmărirea și identificarea a diferite elemente subversive (teroriști, partizani, N.K.V.D.-iști, etc.), arestând elementele cele mai periculoase și descoperind metodele lor de lucru”. După cucerirea Odessei, s-a stabilit ca Centrele informative din Galați și Iași, cele care au acordat suport informativ unităților Armatei a IV-a române în lupte, să se instaleze în Odessa și să formeze împreună un singur centru informativ sub conducerea maiorului Gheorghe Balotescu. Balotescu a rămas la conducerea Centrului Nr. 2 Informații Chișinău, activând în Basarabia, în această funcție, până în data de 23 august 1944.

### Activitatea în timpul Războiului Rece
După lovitura de stat de la 23 august 1944 – răsturnarea guvernului Antonescu și capitularea necondiționată a României în fața armatelor sovietice – Balotescu, simțindu-se amenințat în noua conjunctură politică, a dezertat și a fugit din România, însoțit de șapte dintre subordonații săi, împreună cu trupele Wehrmacht-ului. Spre sfârșitul războiului se afla în Germania, la München. Ulterior și-a oferit serviciile americanilor formând o agenție de informații la Karlsruhe, subordonată inițial structurii americane Counter Intelligence Corps (CIC) și apoi, organizației Gehlen. Misiunea acestei agenții consta în a „filtra” emigrația română și în a depista în valurile de refugiați din Europa răsăriteană eventualele elemente trimise cu misiuni speciale în occident. În această postură a acționat sub numele de cod Bordea. Unul dintre cei mai apropiați colaboratori ai săi a fost un alt dezertor din armata română, Andrei Nicola, provenit și el din vechea garnitură a SSI. La acea dată, Andrei Nicola era administrator al ziarului Patria din München, editat de generalul Ion Gheorghe, fost ministru plenipotențiar al României în al Treilea Reich, din 1942 și până în august 1944. Balotescu încă mai figura în anul 1960, în evidențele Securității Române, printre emigranții români din Europa occidentală dați în urmărire generală sub următorul consemn: „în caz de identificare, să fie imediat reținut”.

### Inculpat în Procesul Masacrelor de la Iași
Judecat în Procesul Pogromului de la Iași împreună cu alte patru cadre de conducere din SSI, respectiv lt.-col. Constantin Ionescu Micandru, ofițer de legătură pe lângă Abwehr, mr. Emil Tulbure, șeful rezidenței SSI din Iași, Gheorghe Cristescu, fratele lui Eugen Cristescu, dir. gen. cl I, șeful Secției a IX-a Tehnică și Grigore (Guță) Petrovici, subcomisar în Direcția Generală a Poliției, detașat în SSI, mr. Gheorghe Balotescu a fost condamnat pe data de 26 iunie 1948, prin decizia numărul 2.628 a Curții București, Secțiunea I penală (Dos. Nr. 2.946/1948), la „temniță grea pe viață, 100 milioane lei amendă și degradare civică pe timp de zece ani”.În rechizitoriul Procesului Lotului Masacrelor de la Iași, SRI Records, RG 25004M, Reel 47, Dosar 108233, vol. I, p. I. În declarația sa din 12 noiembrie 1945, lt.-col. Traian Borcescu afirma :
„ În ceea ce privește masacrele de la Iași, petrecute la sfârșitul lunei iunie 1941, am următoarele cunoștiințe: [...] Se spunea că au fost executați cu această ocazie în Iași și în special în cartierele Păcurari, Sărărie, str. Lăpușneanu, Chestura de Poliție și altele, circa 20 000 (douăzeci mii) evrei. […] În ce privește prepararea masacrelor dela Iași, mai precizez că conducători ai centrului de informații din Serviciul Special Informații erau căpitanul Balotescu Gheorghe și maiorul Tulbure care aveau în solda lor legionari și care au lucrat cu toții, împreună cu Eșalonul Operativ al S.S.I.-ului la pregătirea și săvârșirea pogromului. În ce privește execuția masacrului, deși Eșalonul nu avea misiuni de execuție, totuși au luat parte la măcel următoarele echipe formate din membrii ai Eșalonului : o echipă condusă de Grigore Petrovici și căpitanul Gheorghe Balotescu, altă echipă condusă de către maiorul Tulbure, alta condusă de către Gheorghe Cristescu-Gică, fratele lui Eugen Cristescu. Eu de atâtea echipe știu, însă poate să fi fost și altele. Aceste echipe au lucrat sub conducerea directorului Florin Becescu-Georgescu.”
Deși Eugen Cristescu, fostul director general al SSI, citat ca martor la proces, s-a străduit să-și salveze fratele și, chiar dacă o parte din cei condamnați vor continua să-și susțină nevinovăția în instanță, precum Constantin Ionescu Micandru(citat în ) sau Gheorghe Cristescu, sentința fiindu-le comutată în închisoare pe viață pentru "activitate intensă contra clasei muncitoare",  se afirmă în continuare că cei cinci membri ai Serviciului Special de Informații ar fi fost principalii instigatori și organizatori ai Pogromului de la Iași. Aceste aspecte au ieșit la iveală abia în anul 1956, când problema responsabilității pentru masacrele de la Iași a fost reluată de organele Securității.